# Moisés da Costa Amaral
Moisés da Costa Amaral (* 19. Mai 1938 in Fahinehan, Verwaltungsamt Fatuberlio, Gemeinde Manufahi, Portugiesisch-Timor; † 22. Februar 1989) war ein osttimoresischer Politiker der União Democrática Timorense (UDT).

## Politisches Wirken
Von 1975 bis zu seinem Tod 1989 war Amaral Präsident der politischen Kommission der UDT.
Am 31. März 1986 vereinbarte Amaral mit der linksorientierten FRETILIN und anderen osttimoresischen Parteien die Bildung der Nationalen Timoresischen Konvergenz (Convergencia Nacional Timorense CNT), um gegen die indonesische Besetzung Osttimors zu arbeiten. Am 12. August 1988 durfte Amaral vor den Vereinten Nationen als Mitglied einer CNT-Delegation für das Selbstbestimmungsrecht Osttimors sprechen. Weitere Mitglieder der Delegation waren der apostolische Administrator Dilis Martinho da Costa Lopes, Roque Rodrigues (FRETILIN) und João Viegas Carrascalão (UDT).
Moisés da Costa Amaral war verheiratet und hatte ein Kind.